# 公孫淵
公孫淵（？—238年9月3日），字文懿，三國時期燕國创建者。公孫康庶子，公孫晃之弟。晉朝時为避諱司馬懿，不稱其字；唐朝時為避李淵諱，記作公孙泉或以字称公孙文懿。

## 生平
公孫淵長大後，太和二年（228年）脅逼叔叔公孫恭退位。先後周旋於东吴和曹魏之間。
嘉禾二年（233年），孫權派太常張彌、執金吾許晏、將軍賀達領兵萬人，帶著金銀財寶、九錫備物渡海欲封公孫淵為燕王。但公孫淵怕孫權遠水救不了近火，斬殺張彌、許晏等人。魏遣使者傅容、聶夔封公孫淵為大司馬、樂浪公，但來使被公孫淵派兵包圍才受拜。
景初元年（237年），魏派出幽州刺史毌丘儉攻打公孫淵，久戰不胜，于是撤军。公孫淵遂自立為燕王，改元紹漢，引誘鮮卑侵擾北方。
次年（238年）正月向東吳稱臣。同年春，魏又派司馬懿和高句麗王位宫王攻公孫淵，是為魏滅燕之戰，圍城日久，公孫淵於九月丙寅日（9月3日）糧盡出逃被擒斬。

## 家庭

### 祖先
- 公孫延。公孫淵之曾祖父，與公孫度一起移居玄菟郡。
- 公孫度。公孫淵之祖父，遼東太守，不斷開闢疆土，為後人打下基礎。
- 公孫康。公孫淵之父。公孫度死後繼承遼東太守的職位，把前來投奔的袁熙、袁尚首級送給曹操。又大破高句麗軍，攻陷高句麗都城丸都城。
- 公孫恭。公孫淵之叔。公孫康死後因二子尚幼而繼承遼東太守的職位。後大病，成為閹人，被長大的公孫淵脅逼退位。司马懿入城后，对襄平进行屠城，将被囚禁的公孙恭释放。

### 兄弟
- 公孫晃，公孫淵之嫡兄。因任子制在洛陽為官，公孫淵叛亂被殺後被下令處死。

### 子女
- 公孫脩，公孫淵之子。與公孫淵一起出逃被擒斬首。

### 辽东公孙氏世系图
|        |        |        |        |        |        |  |  | 建义侯 公孙延 （追封）    |                       |                       |                       |                       |                       |  |  |                         |                         |                         |                         |                         |                         |  |  |  |  |
|        |        |        |        |        |        |  |  |                           |                       |                       |                       |                       |                       |  |  |                         |                         |                         |                         |                         |                         |  |  |  |  |
|        |        |        |        |        |        |  |  | 永寧鄉侯 公孙度 ?-190-204 |                       |                       |                       |                       |                       |  |  |                         |                         |                         |                         |                         |                         |  |  |  |  |
|        |        |        |        |        |        |  |  |                           |                       |                       |                       |                       |                       |  |  |                         |                         |                         |                         |                         |                         |  |  |  |  |
|        |        |        |        |        |        |  |  |                           |                       |                       |                       |                       |                       |  |  |                         |                         |                         |                         |                         |                         |  |  |  |  |
|        |        |        |        |        |        |  |  | 襄平侯 公孙康 ?-204-?     | 襄平侯 公孙康 ?-204-? | 襄平侯 公孙康 ?-204-? | 襄平侯 公孙康 ?-204-? | 襄平侯 公孙康 ?-204-? | 襄平侯 公孙康 ?-204-? |  |  | 平郭侯 公孙恭 ?-?-228-? | 平郭侯 公孙恭 ?-?-228-? | 平郭侯 公孙恭 ?-?-228-? | 平郭侯 公孙恭 ?-?-228-? | 平郭侯 公孙恭 ?-?-228-? | 平郭侯 公孙恭 ?-?-228-? |  |  |  |  |
|        |        |        |        |        |        |  |  | 襄平侯 公孙康 ?-204-?     | 襄平侯 公孙康 ?-204-? | 襄平侯 公孙康 ?-204-? | 襄平侯 公孙康 ?-204-? | 襄平侯 公孙康 ?-204-? | 襄平侯 公孙康 ?-204-? |  |  | 平郭侯 公孙恭 ?-?-228-? | 平郭侯 公孙恭 ?-?-228-? | 平郭侯 公孙恭 ?-?-228-? | 平郭侯 公孙恭 ?-?-228-? | 平郭侯 公孙恭 ?-?-228-? | 平郭侯 公孙恭 ?-?-228-? |  |  |  |  |
|        |        |        |        |        |        |  |  |                           |                       |                       |                       |                       |                       |  |  |                         |                         |                         |                         |                         |                         |  |  |  |  |
| 公孙晃 | 公孙晃 | 公孙晃 | 公孙晃 | 公孙晃 | 公孙晃 |  |  | 燕王 公孙渊 ?-228-238     | 燕王 公孙渊 ?-228-238 | 燕王 公孙渊 ?-228-238 | 燕王 公孙渊 ?-228-238 | 燕王 公孙渊 ?-228-238 | 燕王 公孙渊 ?-228-238 |  |  |                         |                         |                         |                         |                         |                         |  |  |  |  |
| 公孙晃 | 公孙晃 | 公孙晃 | 公孙晃 | 公孙晃 | 公孙晃 |  |  | 燕王 公孙渊 ?-228-238     | 燕王 公孙渊 ?-228-238 | 燕王 公孙渊 ?-228-238 | 燕王 公孙渊 ?-228-238 | 燕王 公孙渊 ?-228-238 | 燕王 公孙渊 ?-228-238 |  |  |                         |                         |                         |                         |                         |                         |  |  |  |  |
|        |        |        |        |        |        |  |  | 公孙脩 ?-238              |                       |                       |                       |                       |                       |  |  |                         |                         |                         |                         |                         |                         |  |  |  |  |

## 部下
- 卑衍、楊祚，皆任將軍。受命迎擊司馬懿，先後被擊敗兩次，司馬懿圍襄平城其間投降。
- 賈範（？-238年），將軍，章回小說《三國演義》為副將。直諫公孫淵不應反叛曹魏，被公孫淵斬首。
- 綸直（？-238年），將軍，章回小說《三國演義》為參軍，名倫直。認同賈範之言，直諫公孫淵不應反叛曹魏，與賈範一同被公孫淵斬首。
- 校尉宿舒、郎中令孫綜、將軍韓起、長史柳遠、西曹掾公孫珩[3]
- 郭昕，大司馬長史。（《魏志·公孫度傳》注引《魏書》）
- 柳浦（？-238年），參軍，後任御史大夫，被司馬懿殺。（《魏志·公孫度傳》注引《魏書》、《晉書·宣帝紀》）
- 王建（？-238年），相國，被司馬懿殺。（《晉書·宣帝紀》）
- 衛演，侍中。（《晉書·宣帝紀》）
- 毕盛，将军，被司马懿斩首。（《晋书·宣帝纪》）
- 王贊，任玄菟郡太守。[4]
- 秦旦、张群、杜德、黄疆等，皆任中使，隸屬王贊。[4]

## 軼事
- 西晉時期，為避諱晉高祖司馬懿，只記公孫淵不記其字。
- 唐朝時期，為避諱唐高祖李淵，记其字公孫文懿，讳其名公孙泉。

## 評價
- 陳壽：（公孫）度殘暴而不節，淵仍業以載兇，秪足覆其族也。
- 魚豢：當青龍、景初之際，有彗星出於箕而上徹，是為掃除遼東而更置也。茍其如此，人不能違，則德教不設而淫濫首施，以取族滅，殆天意也。（《史通·雜說上》）
- 傅玄：（公孫）康孽子淵有儁才。（《傅子》）

## 延伸阅读
[在维基数据编辑]
 《三國志·卷08》，出自陳壽《三國志》